# Јесењице (Праг-запад)
Јесењице (чеш. Jesenice) град је у Чешкој Републици. Град се налази у управној јединици Средњочешки крај, у оквиру којег припада округу Праг-запад.

## Становништво
Према подацима о броју становника из 2014. године град је имао 7.884 становника.